# Svatá Lucie
Svatá Lucie je ostrovní ministát v Karibském moři v souostroví Malých Antil (patří mezi Návětrné ostrovy) mezi Martinikem a Svatým Vincencem. Pevninská část území zahrnuje 616 km². Hlavním městem je Castries, kde žije přibližně třetina veškeré populace ostrova.

## Historie
Prvními obyvateli ostrova byli Aravakové, kteří přišli ze Severní Ameriky v rozmezí let 200–400. Aravakové byli postupně v rozmezí let 800–1000 vytlačeni Kariby. Karibové vytvořili na ostrově složitou prosperující společnost, kterou vedl král. Prvními Evropany, kteří stanuli na pobřeží ostrova, byli okolo roku 1500 Španělé. První kolonie zde vznikla v roce 1660 a patřila Francii. Původní Karibové byli vyhubeni nemocemi, které sem osadníci zavlekli. Ostrov bývá nazýván Helenou Západní Indie. Toto pojmenování je asociací s Trojskou Helenou a je velice příznačné, protože Britové a Francouzi vedli o toto území mnoho válek. Ostrov změnil čtrnáctkrát svého vlastníka. Definitivně připadl v roce 1814 Velké Británii. Ostrov získal autonomii roku 1967 a úplnou nezávislost v roce 1979. Obyvatelé jsou černoši, potomci otroků z Afriky (tvoří skoro 90 % populace), a žije zde menšina Indů (2,5 %).
Na Letních olympijských hrách 2024 v Paříži se sprinterka Julien Alfredová stala úplně první medailistkou své země na olympijských hrách, když vyhrála závod na 100 m.

## Státní symboly

### Vlajka
Svatolucijská vlajka je tvořena modrým listem o poměru stran 1:2 s černým rovnoramenným, vrcholem nahoru obráceným trojúhelníkem, jehož ramena jsou bíle lemovaná. Do něho je vložený menší žlutý rovnoramenný trojúhelník, který má společnou základnu s bílým lemováním. Žlutý trojúhelník má vrchol ve středu vlajky.
Tři, přes sebe položené, trojúhelníky představují nejvyšší horu ostrova Mount Gimie a dva známé vrcholy vulkánu Qualibou (Gros Piton a Petit Piton), turistické atrakce ostrova, jeho symbolu a zároveň významného orientačního bodu okolo plujících lodí.

### Znak
Svatolucijský státní znak je tvořen modrým štítem, rozděleným zlatým bambusovým křížem na čtyři pole. V prvním a čtvrtém poli jsou tudorovské růže s bílými a červenými okvětními lístky, zelenými kališními lístky a zlatými semeníky. Ve druhém a třetím poli jsou zlaté lilie. Do středu kříže je položena zlatá stylizovaná náčelnická stolička. Na štít je postavena přilba v přirozených barvách se zlato-modrou točenicí, modro-zlatými přikryvadly a klenotem v podobě hnědé ruky se zlatou pochodní s červeno-oranžovým plamenem, za rukou dva zkřížené zlatozelené bambusové listy. Štítonoši jsou dva papoušci druhu Amazoňan mnohobarvý (Amazona versicolor) s rozevřenými křídly (v přirozených barvách, převážně zelení, s modrou hlavou a červenou hrudí). Papoušci drží v zobácích bambusový list a stojí na zlaté, červeně podšité stuze s černým anglickým mottem THE • LAND, THE • PEOPLE, THE • LIGHT (česky Země, lid, světlo).

## Geografie
Ostrov je vulkanického původu. Můžeme na něm najít několik sopek, jako jsou Mount Gimie či Qualibou (950 m n. m.), která vybouchla naposledy v roce 1766. Celý ostrov je pokrytý úrodnou sopečnou půdou. Původní deštný prales byl na ostrově zčásti vymýcen. 

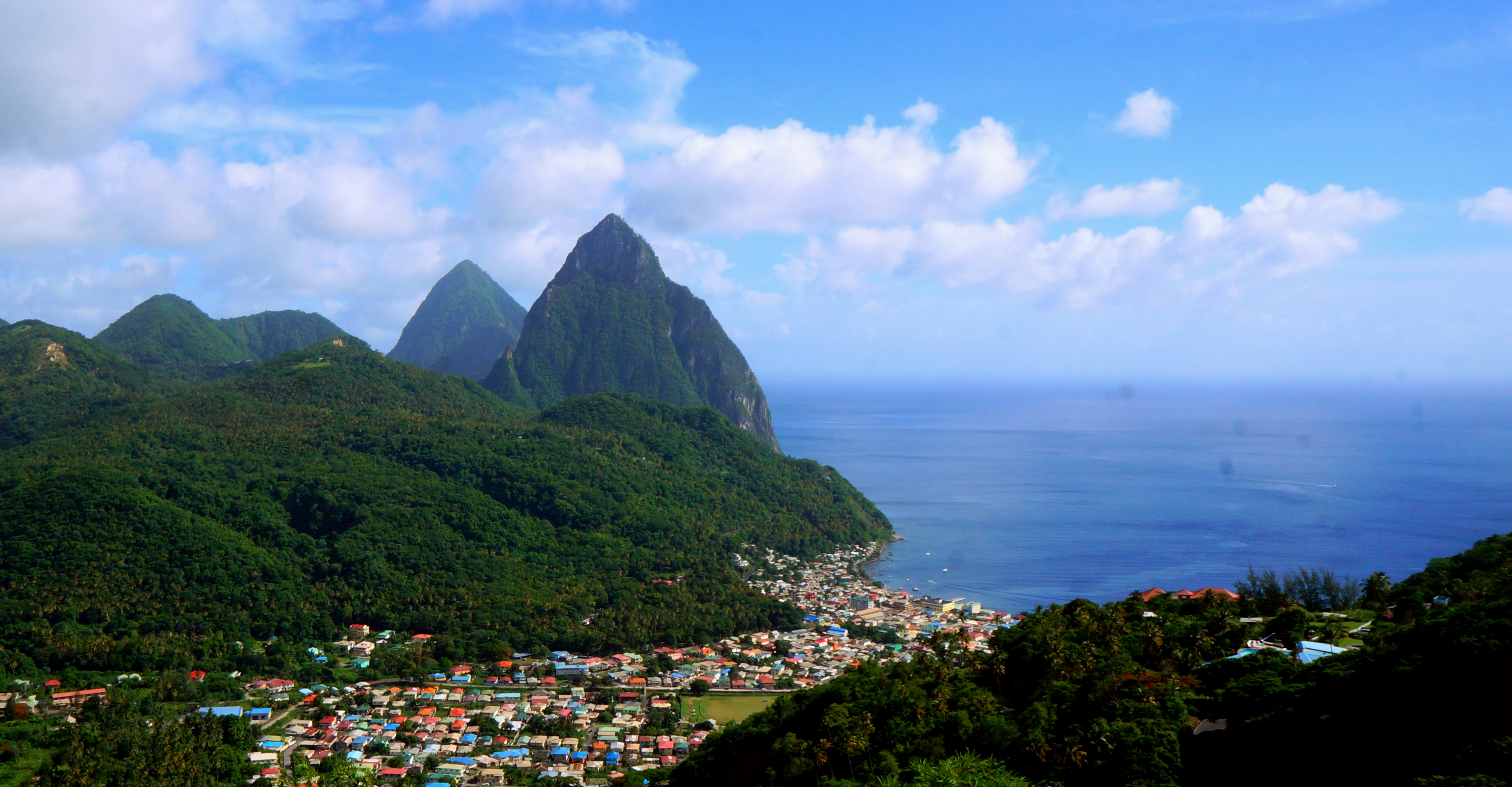
Velký a Malý Piton se tyčí nad rybářským městečkem Soufrière

Nejpůsobivější jsou staré sopečné kužely Gros Piton a Petit Piton, jejichž vrcholy jsou zalesněné. Oba se nacházejí na západním pobřeží ostrova. Oblast vrcholků Pitons byla v roce 2004 zapsána do seznamu světového dědictví UNESCO. Hory protíná několik krátkých řek, které pak v určitých oblastech tvoří široká, úrodná údolí. Ostrov má nádherné pláže a je obklopen průzračným a teplým mořem. Délka pobřeží ostrova je 158 km.

### Podnebí
Místní klima je tropické, ovlivněné pasáty, které přicházejí od severovýchodu. Podobně jako u ostatních států Malých Antil se setkáváme s obdobím sucha a obdobím dešťů. Měsíce prosinec až květen zastupují období sucha a od června do listopadu trvá období dešťů. Průměrné denní teploty se pohybují kolem 29 °C a noční teploty okolo 18 °C. Průměrné roční srážky, co se týče pobřeží, činí 1300 mm, naopak pro oblasti deštného pralesa je to 3810 mm srážek. Jelikož leží Svatá Lucie poměrně blízko rovníku, teploty mezi létem a zimou se výrazněji nemění.

## Hospodářství
Hlavní zdroj příjmů ostrova je turismus, který se na celkovém HDP podílí více než 30 %. Třetina obyvatel pracuje v zemědělství. Hlavním vývozním artiklem jsou banány. Dále stojí za zmínku kokosový olej, kakao a mango. Mnoho potravin se však musí dovážet (především z Brazílie, USA a Trinidadu a Tobaga). Ostrov se snaží využívat geotermální energii.

## Obyvatelstvo
Ostrov má 174 000 obyvatel (k r. 2010) rovnoměrně rozprostřených v městských a venkovských částech.  V hlavním městě Castries žije 32,4 % celkového obyvatelstva. Emigrace lidí ze Svaté Lucie stoupá – hodnota se pohybuje okolo 1,2 % vystěhovalců za rok. Migranti většinou vyhledávají anglofonní země. Ve Spojeném království je téměř 10 000 obyvatel, jejichž původ je právě ze Svaté Lucie. Dalším vyhledávaným místem jsou například Spojené státy. 
Obyvatelé Svaté Lucie jsou především afrického, nebo africko-evropského původu. Karibské obyvatelstvo zastupují pouze 3 % celkové populace. Jiné etnické skupiny činí 2 % populace. 70 % obyvatel se hlásí k římským katolíkům.

### Jazyky
Oficiálním jazykem Svaté Lucie je angličtina. 95 % obyvatel ovšem používá kreolštinu, tzv. patois, nářečí, se kterým se setkáme např. na Jamajce.

## Politika
Svatá Lucie je členem Commonwealthu, hlavou státu je král Karel III., kterého zastupuje generální guvernér. Výkonná moc je v rukou předsedy vlády. Tím je obvykle předseda strany, která vyhrála volby do Sněmovny reprezentantů (17 členů), jež se konají každých 5 let. Druhá komora parlamentu, Senát, má 11 členů.
Ostrov je členem několika regionálních společenství, např. Organizace východokaribských států (OECS), Karibského společenství (CARICOM) a Bolívarovského svazu pro lid naší Ameriky (ALBA), Společenství latinskoamerických a karibských států (CELAC), Sdružení karibských států (ACS-AEC), Regionálního bezpečnostního systému (RSS) či Petrocaribe.

## Fotogalerie

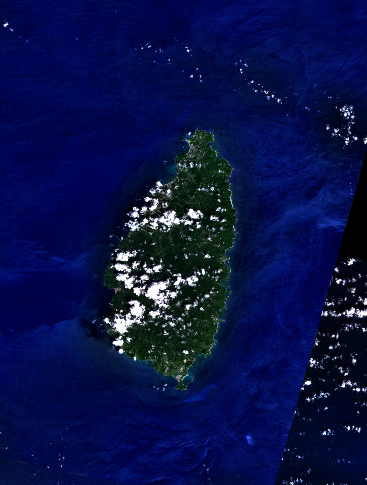
Satelitní snímek ostrova
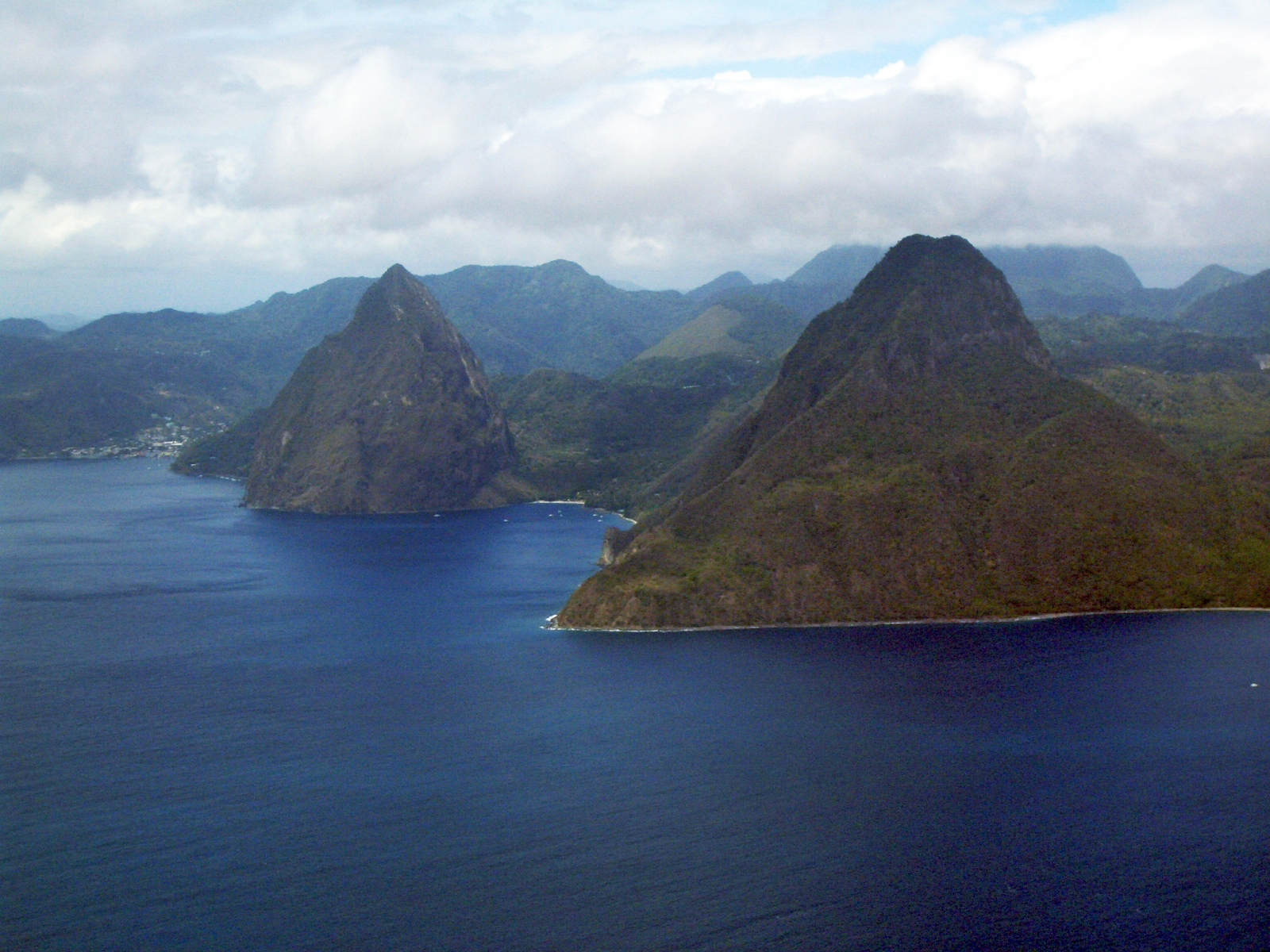
Pitons
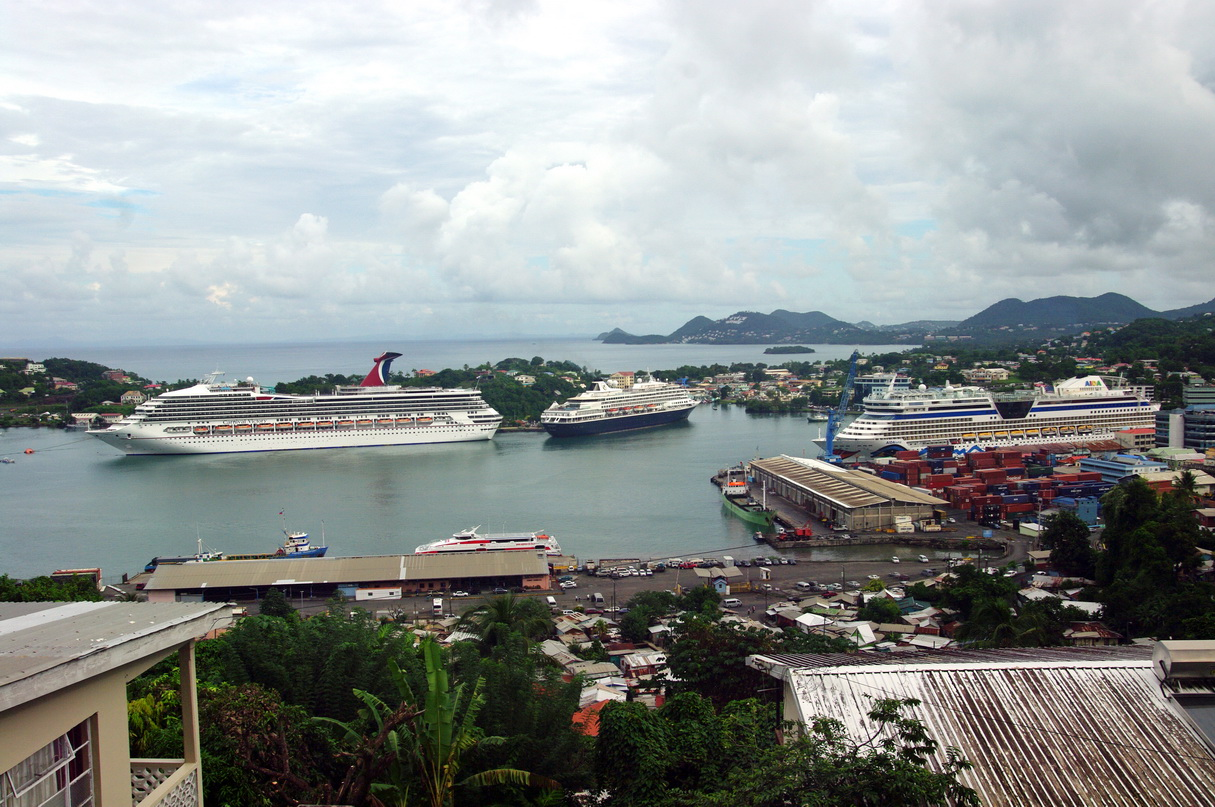
Castries
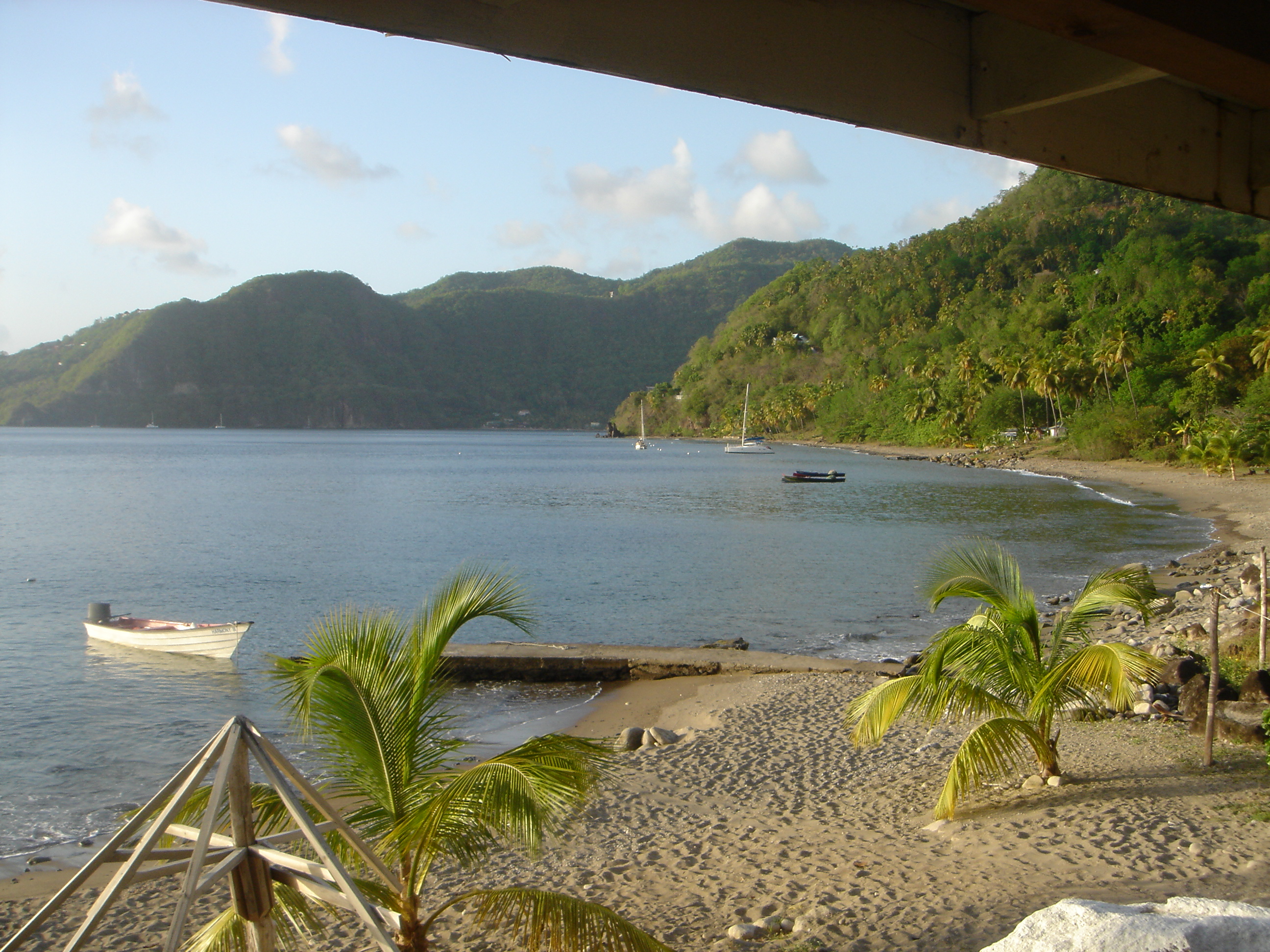
Pláž Malgretout